# Saison 1983-1984 du Boucau stade
 (août 2010).
Cette page présente la saison 1983-1984 du Boucau Tarnos stade en championnat de France de rugby à XV de 1re division groupe A.

## Transferts
| Joueur            | Poste                      | Destination        |
| Pierre Peytavin   | ailier ou centre           | Aviron bayonnais   |
| Francis Réal      | 2e ligne                   | Biarritz olympique |
| Jean-Luc Apaty    | ailier ou centre           | Biarritz olympique |
| Philippe Mandin   | 3e ligne centre            | US Dax             |
| Jacques Rouet     | 3e ligne                   | AS Bayonne         |
| Michel Dacharry   | ailier ou demi d'ouverture | AS Bayonne         |
| Philippe Dacharry | demi de mêlée              | AS Bayonne         |
| Pedefourg         | ailier                     | AS Bayonne         |
| Daragnès          | Entraîneur                 | Arrêt              |

| Joueur  | Poste  | Destination |
| Lataste | pilier | Bidart      |

## La saison
- Poule : Agen, Lourdes, Dax, La Rochelle, PUC, Toulouse & Tulle.

| Adversaires | Résultats Domicile | Résultats Extérieur |
| Agen        | Gagné 18 à 9       | Perdu 37 à 0        |
| Lourdes     | Gagné 28 à 27      | Perdu 27 à 12       |
| Dax         | Perdu 9 à 16       | Perdu 22 à 15       |
| La Rochelle | Gagné 25 à 3       | Perdu12 à 4         |
| P.U.C.      | Gagné 23 à 9       | Gagné 13 à 18       |
| Toulouse    | Gagné 9 à 6        | Perdu 34 à 10       |
| Tulle       | Perdu 6 à 14       | Perdu12 à 3         |

Le Boucau-Stade connait une intersaison très agitée. À la suite d'un désaccord avec une partie de l'équipe dirigeante, pas moins de 30 joueurs quittent le club (ils auraient pu être plus nombreux (le chiffre de 70 départs fut annoncé dans la presse locale) s'il n'y avait pas eu de changement au sein de la commission de rugby.
C'est donc un BS affaiblit, qui perd plusieurs de ses leaders (dont Pierre Peytavin et Philippe Mandin) qui entame cette nouvelle saison où rien ne lui sera épargné.
Ni le faux départ de son capitaine et pilier Yanci pour Bayonne (le "cube" ne rechaussant les crampons que le 16 octobre en Nationale B et le 23 octobre en équipe 1re pour la réception de Toulouse).
Ni les blessures en cours de saison : Gaye & Millox (piliers tous les 2), Mays, Lopez, Saldubéhère & Erdocio (3e ligne tous les 4) ou Sallaber (ailier) absents plus de trois semaines au cours de cette saison.
Le grand gagnant fut le club voisin de l'A.S.Bayonne qui avec l'afflux de Boucalais au sein de son effectif montera en 2e division de par la suite.
Concernant le Boucau-Stade, le début de saison fut catastrophique (2 défaites lors des 2 premières réceptions (Dax& Tulle)) ce qui enlèva, presque, toute possibilité d'espérer se qualifier pour les 16e de finales (et ce malgré une victoire à Paris contre le PUC).
Aussi, le BS va lutter une grande partie de la saison pour ne pas descendre... Avec le retour de son pilier droit, Yanci, le Pack Boucalais va retrouver une densité et une force qui lui permettra de dominer Agen, Toulouse & Lourdes dans ce qui sera les plus beaux matchs de la saison à Piquessary.
L'équipe 1re du BS retrouvant des couleurs, au fil de la saison, terminera cette dernière en "boulet de canon" ce qui lui permet de remporter un nouveau Challenge de l'Espérance.

## Meilleurs marqueurs de points et d'essais
| classement | Joueur | Points |
| 1          | Didier Pouyau | 96     |
| 2          | Pierre Teillagorry                                                                                               | 16     |
| 3          | Gilles Larrieste & Denis Lesca                                                                                   | 12     |
| 5          | Jean-Paul Betbeder & Jacques Fanen                                                                               | 8      |
| 7          | Ribes, Jean-Michel Labat, Jean-Michel Yanci, Gérard Novion, Christian Barragué, Michel Lassalle & Didier Lissart | 4      |

| classement | Joueur | Essais |
| 1          | Denis Lesca & Gilles Larrieste                                                                                   | 3      |
| 3          | J-P Betbeder & Jacques Fanen                                                                                     | 2      |
| 5          | Ribes, Jean-Michel Labat, Jean-Michel Yanci, Gérard Novion, Christian Barragué, Michel Lassalle & Didier Lissart | 1      |

## Le Challenge de l'Espérance
Le Boucau-Stade dispute sa 3e Finale (en 4 ans) de Challenge de l'Espérance (la 2e d'affilée) à Mont de Marsan où elle "étrille" le Valence Sport (de Raoul Barrière) 71 à 0. Pour ce faire les Noirs disposèrent de Condom, à Aire sur Adour, en 8e (33 à 15). De Tyrosse, en 1/4 de Finale (16 à 4). Enfin de Périgueux, en 1/2 finale, à Bégles (46 à 9).
| Poste            | Joueurs                                          |
| 1re ligne        | Gaye, J.Sallaberry, Yanci                        |
| 2e ligne         | Jean Condom (cap), M.Lassalle                    |
| 3e ligne         | Erdocio, Barragué, Novion                        |
| demi de mêlée    | Labat                                            |
| demi d'ouverture | Pouyau                                           |
| 3/4              | Lesca, Lapébie, Lartigue, Sallaber               |
| arrière          | Larrieste                                        |
| remplaçants      | Errecart, Pascal, Y.Dupin, J-M.Dupin & Foncillas |

## Effectif
| Rang | Nom                | Poste                      | parcours                                |
| 1    | Henry Gaye         | Pilier                     | formé au club                           |
| 2    | J-M Yanci          | Pilier                     | formé au club                           |
| 3    | Millox             | Pilier                     | formé au club                           |
| 4    | Errecart           | Pilier                     | formé au club                           |
| 5    | Jacques Sallaberry | Talonneur ou Pilier        | formé au club, puis St Palais           |
| 6    | Serge Pascal       | Talonneur                  | formé au club                           |
| 7    | Jean Condom        | 2e ligne                   | formé au club                           |
| 8    | Yves Dupin         | 2e ligne                   | formé au club                           |
| 9    | Michel Lassalle    | 3e ligne centre            | formé au club                           |
| 10   | Convert            | 2e ligne                   | Vient du Basket Orthez                  |
| 11   | Franck Lopez       | 3e ligne aile              | formé au club                           |
| 12   | Erdocio            | 3e ligne                   | Biarritz                                |
| 13   | Christian Barragué | 3e ligne ou 2e ligne       | Bayonne                                 |
| 14   | Gérard Novion      | 3e ligne aile              | formé au club                           |
| 15   | J-B Saldubéhère    | 3e ligne aile              | Garazi                                  |
| 16   | Ribes              | 3e ligne aile              |                                         |
| 17   | Eluzin             | Pilier                     | formé au club                           |
| 18   | Michel Mays        | Talonneur ou 3e ligne aile | formé au club                           |
| 19   | Patrick Roméo      | 2e ligne                   | Bayonne, BS, Biarritz puis retour au BS |

| Rang | Nom                | Période                   | Parcours              |
| 20   | Yves Condom        | 3e ligne                  | formé au club         |
| 21   | Christian Boulé    | Talonneur                 | formé au club         |
| 22   | Bernard Hauciart   | Pilier                    | Bayonne               |
| 23   | Jean-Michel Labat  | Demi de mêlée             | formé au club         |
| 24   | Lissart            | Demi de mêlée             | formé au club         |
| 25   | Didier Pouyau      | Ouvreur                   | formé au club         |
| 26   | J-M Dupin          | Ailier                    | formé au club         |
| 27   | Jacques Fanen      | Ouvreur ou centre         | formé au club         |
| 28   | Didier Sallaber    | Ailier                    | formé au club         |
| 29   | Bernard Lapébie    | Centre                    | formé au club         |
| 30   | Jean-Paul Betbeder | Centre                    | formé au club         |
| 31   | Jean Peytavin      | Ailier                    | formé au club         |
| 32   | Pierre Teillagory  | Ouvreur                   | Bayonne               |
| 33   | Lartigue           | Ailier, centre ou arrière | Bayonne               |
| 34   | Denis Lesca        | Ailier ou arrière         | formé au club         |
| 35   | Gilles Larrieste   | Arrière ou ailier         | A.S.Bayonne           |
| 36   | José Foncillas     | Arrière                   | formé au club         |
| 37   | Lataste            | Pilier                    | Biarritz, puis Bidart |